# Musée du matériel agricole

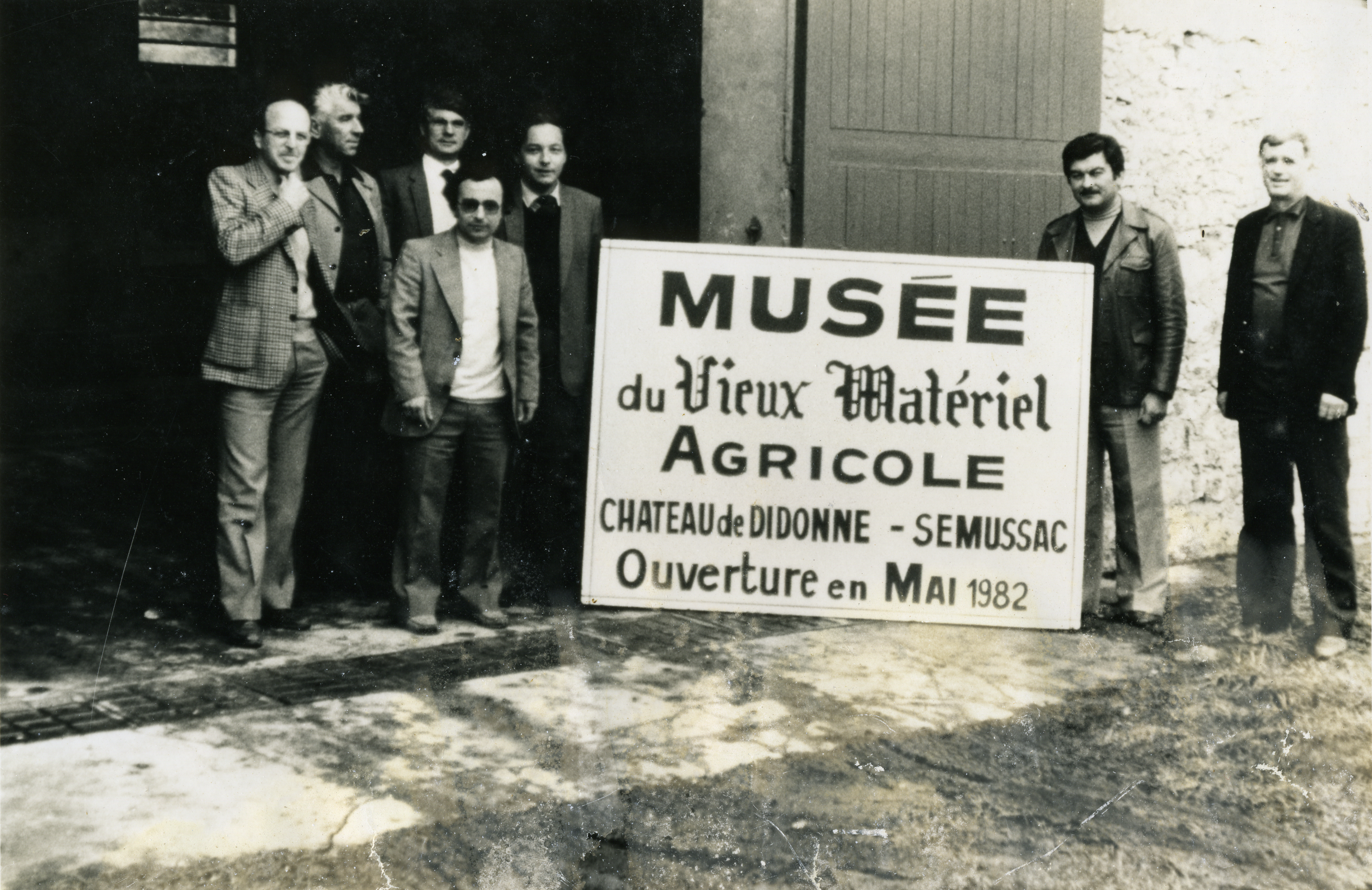

Le Musée du matériel agricole du Château de Didonne était un musée français situé dans la commune de Semussac, près de Royan en Charente-Maritime.

## Histoire

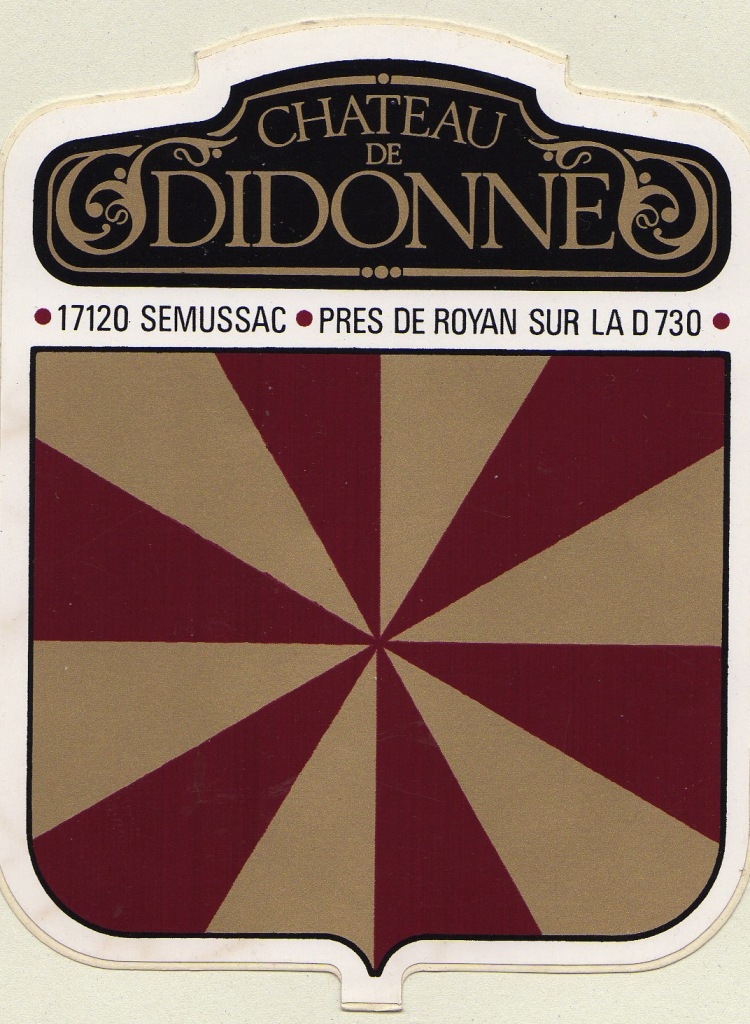
Logo Didonne

Ce musée a été créé par l'association « Musée du vieux matériel agricole du Château de Didonne » avec l'aide de la Coopérative agricole de Cozes-Saujon.
Il a été aménagé dans les dépendances du château de Didonne qui est une bâtisse historique du XVIIIe siècle qui était ouverte durant l'été lors des expositions. Le musée a été ouvert au public le 1er juin 1982.
Le musée a été ouvert pendant 25 ans à Semussac. Il a fait l'objet d'un déménagement de ses collections muséographiques en automne 2006.
La CARA (Communauté d'agglomération de Royan Atlantique) envisage la création d'un nouveau musée dans la région.

## Collections
Ce musée rural y a exposé autant des outils de la vie rurale et agricole et viticole que des machines agricoles, datant du milieu du XIXe siècle jusque vers 1950. Tous ces objets sont issus de la campagne saintongeaise et de l'Aunis.